# Szemjon Judkovics Mogiljevics
Szemjon Judkovics Mogiljevics/Szemen Judkovics Mogilevics (ukránul: Семен Юдкович Могилевич, oroszul: Семён Юдкович Могилевич; Kijev, 1946. június 30. –) Magyarországon közismert nevén Szeva bácsi, minden idők egyik leghírhedtebb és legtitokzatosabb bűnözője, az ún. „vörös maffia” volt vezetője. Az FBI állítása szerint nukleáris anyagokkal, kábítószerekkel, prostituáltakkal, drágakövekkel és lopott műkincsekkel kereskedik, és kiterjedt hálózata működik az Amerikai Egyesült Államokban és Európában. 2008 januárjában kommandósok tartoztatták le egy moszkvai plázában. Azzal gyanúsítják, hogy köze van egy kétmillió dolláros adócsaláshoz, ami az Arbat Presztyizs orosz illatszerbolt-hálózathoz köthető. Letartóztatásakor a Vedomosztyi című orosz lap felkereste Mogiljevics néhány ismerősét, akik többnyire úgy vélték, hogy az ukrán gázszállítások álltak a háttérben, Mogiljevics letartóztatására pedig a legmagasabb szintről érkezett utasítás. Később óvadék ellenében szabadon bocsátották. Az FBI szerint 2015 elején is szabadon élt Moszkvában, és továbbra is rajta volt a tíz, általuk leginkább keresett bűnöző listáján. Egyik Magyarországon jogerősen elítélt ukrán alvezére Leonyid Sztecjura.

## Az első bűnbe esés
Mogiljevics elmondása szerint először az 1970-es években került összetűzésbe a törvénnyel illegális valutázás miatt. Először másfél, másodszor pedig négy év szabadságvesztés-büntetést kapott. Állítása szerint a büntetések teljesen jogtalanok voltak, ugyanis az első alkalommal barátnőjének akart venni ajándékba egy aranymedált, és ehhez kellett a pénz, másodszor pedig egy emigrálni vágyó barátnak próbált összegyűjteni 2500 dollárt.

## A szerencse
Az 1980-as évek végén a tömegesen Izraelbe települő orosz zsidóknak ajánlotta fel, hogy a sietősen távozó család értékeit – műkincsek, ékszerek – eladja, a pénzt pedig kiküldi Izraelbe, amiből természetesen később semmi nem lett, Szeva pedig dollármilliókat keresett.

## Az 1990-es évek
Szeva szinte első dolga az volt, hogy a ’90-es évek elején áthelyezte székhelyét Budapestre. Elmondta, hogy egy szerelem játszott közbe a döntésben, ám valószínűbb a BBC feltevése, miszerint azért választotta a magyar fővárost, mert a hatóságok kesztyűs kézzel bántak vele. A BBC-nek nyilatkozó magyar rendőrtiszt még 1999-ben is védte Szevát és a Pesten élő orosz üzletembereket.
A csehek viszont már nem látták olyan szívesen. Szeva szervezete a brit hírszerzők feltételezése szerint Csehországban bonyolította üzletei nagy részét. Mivel itt csencseltek, sok orosz nagymenő ideszokott, kedvelt helyük volt a legenda szerint Karlovy Vary. Az üzlet jól ment, amit 1995-ben egy, a prágai Black & White bárban – aminek a neve egyezett pesti toplessbárjának a nevével – bulit rendeztek. A BBC szerint tipikus orosz hangulat volt.
A hangulat olyan remek volt, és az összegyűltek annyira az erejük tudatában voltak, hogy amikor a buli kellős közepén kommandósok ereszkedtek le a terem közepére, egy ideig mindenki azt hitte, ez is a móka része. Szép lassan fogták csak fel, hogy másról van szó. Az akció során rengeteg ember adatait vették fel, és a rendőrök fényképeket készítettek mindenkiről, aki jelen volt. Bár senkit nem tartóztattak le, az akció elég jelzés lehetett többek számára, hogy Csehországban nemkívánatos személyek. A csehek csak egyetlen emberrel nem tudtak szót érteni: Szevával. „Mire az U Holubůhoz (a bárnak otthont adó étteremhez) értem, már teljes volt a felfordulás, úgyhogy egy szomszédos hotelba mentem, és hajnali 5-6-ig ültem a bárban” – mesélt az esetről. A hivatalos verzió szerint késett a gépe, de lehet, hogy ennél többről volt szó, és tudott a cseh akcióról, vagy egy másik, szintén legendák ködébe burkolózó veszélyt neszelt meg, miszerint a bulin az egyetemről ismert barátja, Szergej Anatoljavics Mihajlov által vezetett, a moszkvai alvilágot uraló szolncevói csoport el akarta tenni láb alól.

## Későbbi évek
Szeva legutóbb 2005-ben, majd 2006-ban tűnt fel, szokatlan szerepekben. Három éve egy moszkvai zsinagógának ajándékozott a maga is zsidó származású Szeva egy 50 ezer dollárt érő Tórát. Egy évre rá már nem nagyvonalúsága hozta hírbe, hanem a pár hétre egész Európára ráijesztő orosz–ukrán gázvita. Szevát a Der Spiegel hozta összefüggésbe az üggyel, méghozzá szokás szerint ködös módon. Az ukrán–orosz vita lezárásaként a két ország gázellátását szervező cégek (az orosz Gazprom és a helyzet rendezésére létrehozott ukrán RosUkrEnergo abban állapodtak, meg, hogy az ukránok a legrosszabb esetben is olyan gázkeveréket használnak majd, aminek legalább harmada a jelentősen drágult orosz gáz és legfeljebb kétharmada a még mindig olcsó közép-ázsiai gáz. A RosUkrEnergo közös orosz–ukrán vállalat volt, melynek menedzsmentjében volt 5 képviselője a Gazpromnak, és ott ült az elnökségi üléseken egy Wolfgang Putschek nevű osztrák jogász és három kollégája a Raiffeisen-csoport bécsi irodájából.
A Spiegel szerint világos, hogy a Gazprom kit képvisel; hogy Putschek és kollégái kinek az érdekében járnak el, annál kevésbé. „Köztiszteletnek örvendő üzletemberek”, mondta a Spiegelnek az osztrák, és egyúttal nehezen elképzelhetőnek nevezte azt a feltételezést, hogy ez Mogiljevicset vagy hozzá közelálló személyeket jelentene. Holott a lehetőséget, hogy Szeva megjelenik az ukrán gázpiacon, már az ukrán hírszerzés is felvetette egy 2005-ös jelentésében. Zeev Gordonon keresztül maga Szeva is tagadta, hogy köze lenne a RUE-hez. Ehhez képest Gordon volt a RUE elődjének, a Magyarországon bejegyzett Eural Trans Gas nevű cégnek az egyik alapítója, és a korábbi cég felügyelő-bizottságának két tagja tanácsadóként segített be a Spiegel szerint a Raiffeisen RUE-nek dolgozó csapatánál. A cég fele mögött névleg álló Dmitro Firtas ukrán üzletember is Mogiljevics jelenlétét sejteti. Firtas ugyanis Szeva cégeinél dolgozott, bár tagadta, hogy bármi köze lenne hozzá.